# Ljusstråk
Ljusstråk är ett årligt återkommande kulturevenemang som arrangeras av Nora kommun, och som första gången genomfördes 2001.

## Historia
Ljusstråk initierades av kommunala tjänstemän, dåvarande kulturchefen Inger Linder och kultursekreterare Eva Bratt. De samlade ett antal kulturarbetare för att starta den första kulturslingan genom Nora bergslag. Därefter växte evenemanget och blev startskottet för ett bredare samarbete kring kultur i Nora. Målet var att Ljusstråk skulle vara mer än en traditionell konstrunda och beskrev initiativet som en kulturslinga. Det konstnärliga utbudet skulle breddas till att också omfatta teater, dans och musik men också sätta fokus på den unika miljön och dess kulturarv, exempelvis gruvdriftens historia i området. Ljusstråk beskrevs som en konstens folkrörelse. 

## Föreningen ljusstråk
Föreningen Ljusstråk bildades 2007 och är idag ett nätverk med konstnärer, konsthantverkare, scenkonstnärer, dansare och artister som träffas flera gånger per år.  Ljusstråk är också ett kulturevenemang första helgen i september med öppna ateljéer, konst, musik, dans och teater. Det är en ideell och opolitisk förening med säte i Nora, Örebro län. Föreningen har 2018 drygt 90 medlemmar. 